# Система управления вооружением корабля
Система управления вооружением корабля (англ. Ship gun fire-control systems, GFCS) - комплекс взаимодействующих друг с другом устройств, предназначенных для наведения оружия дальнего боя и отслеживании цели. Обеспечивает расчёт углов наведения с учётом перемещения цели, условий окружающей среды и их передачу к орудийным установкам.

## Фотогалерея

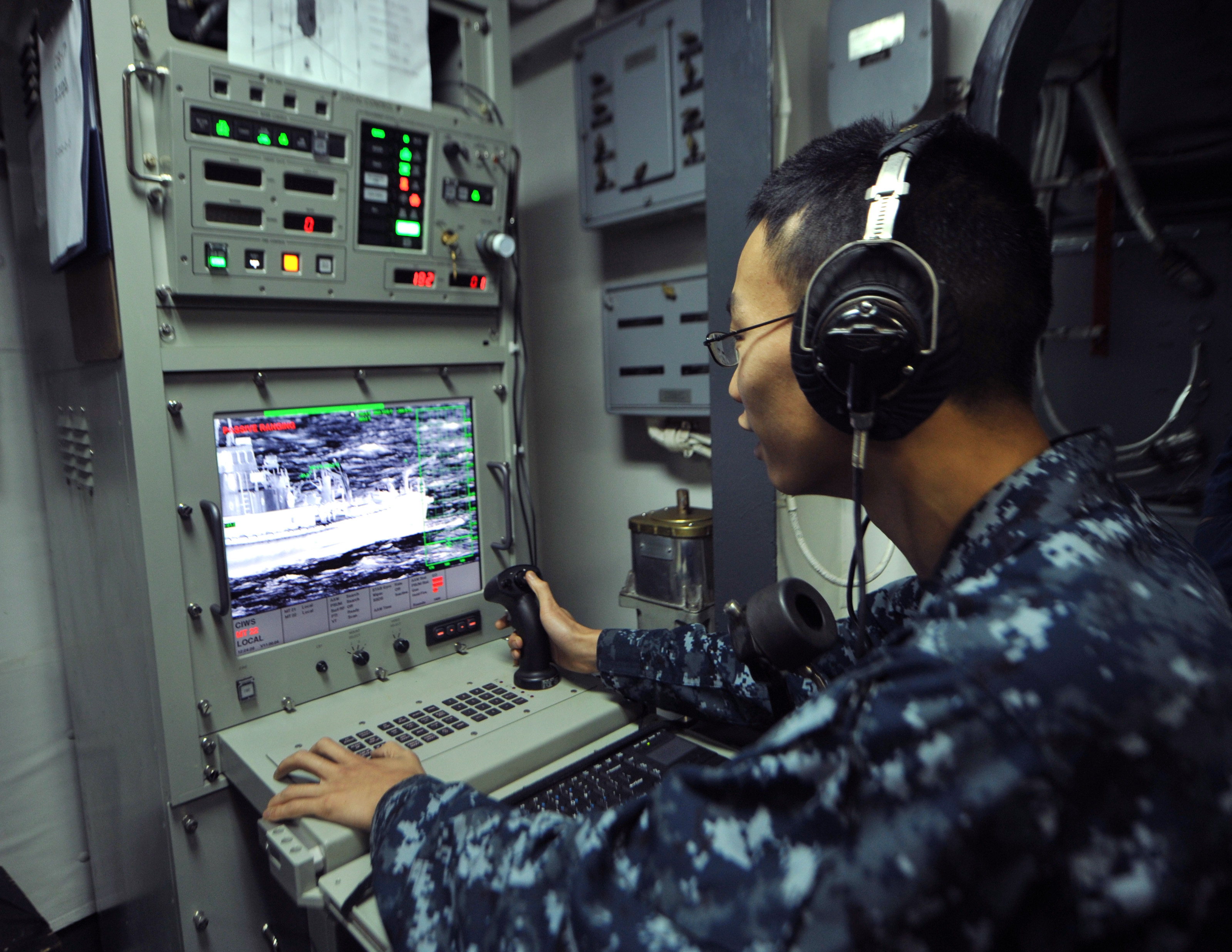
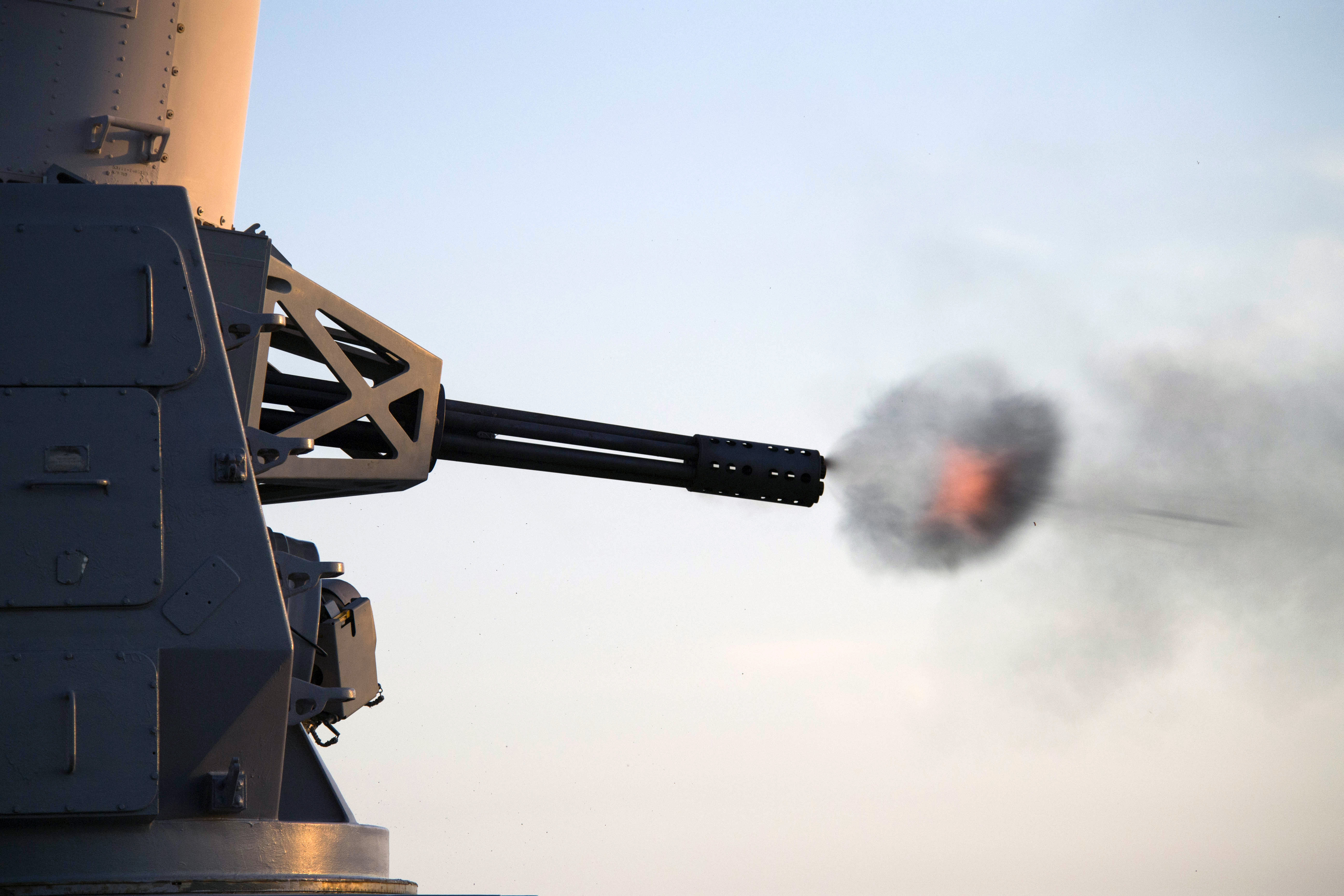
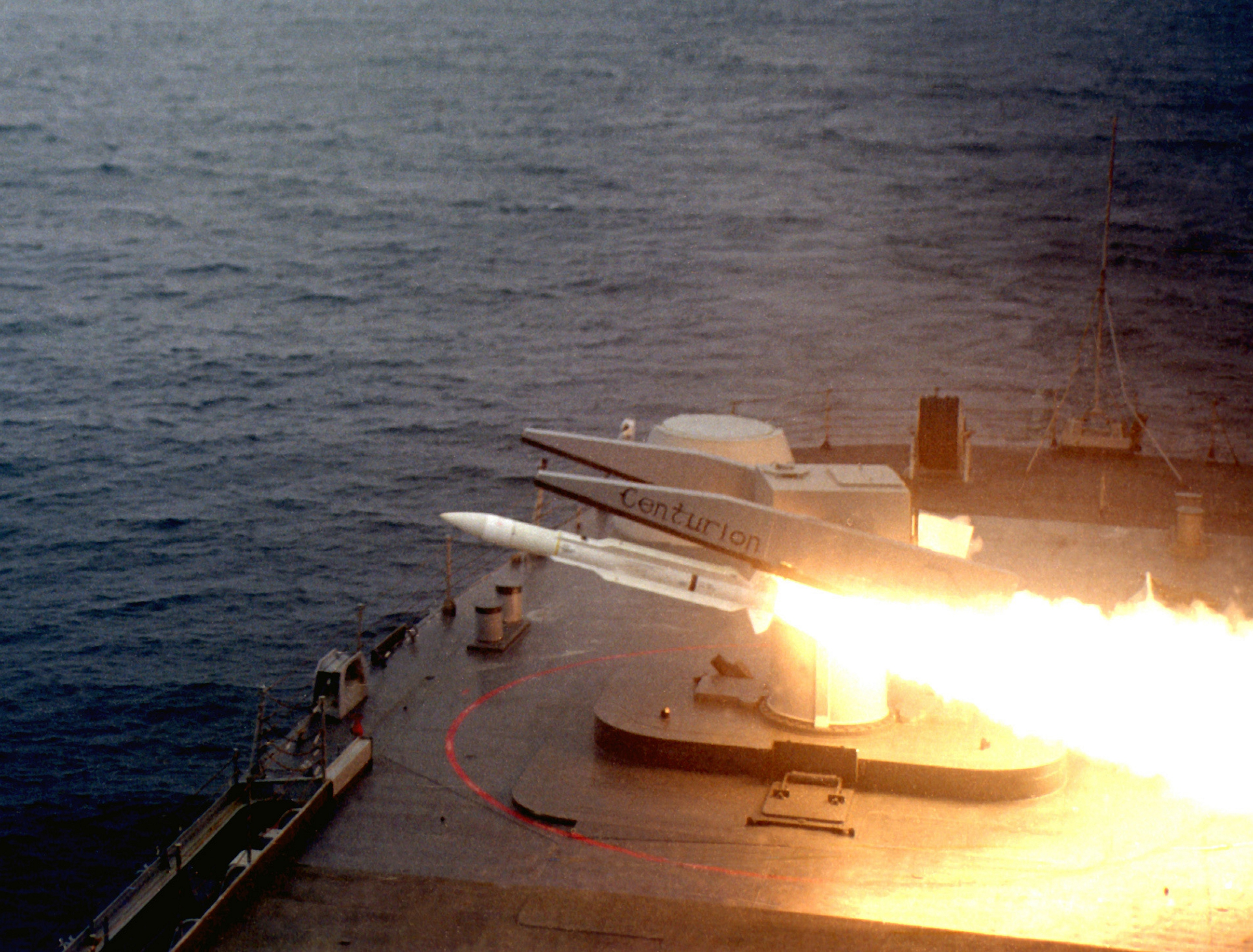
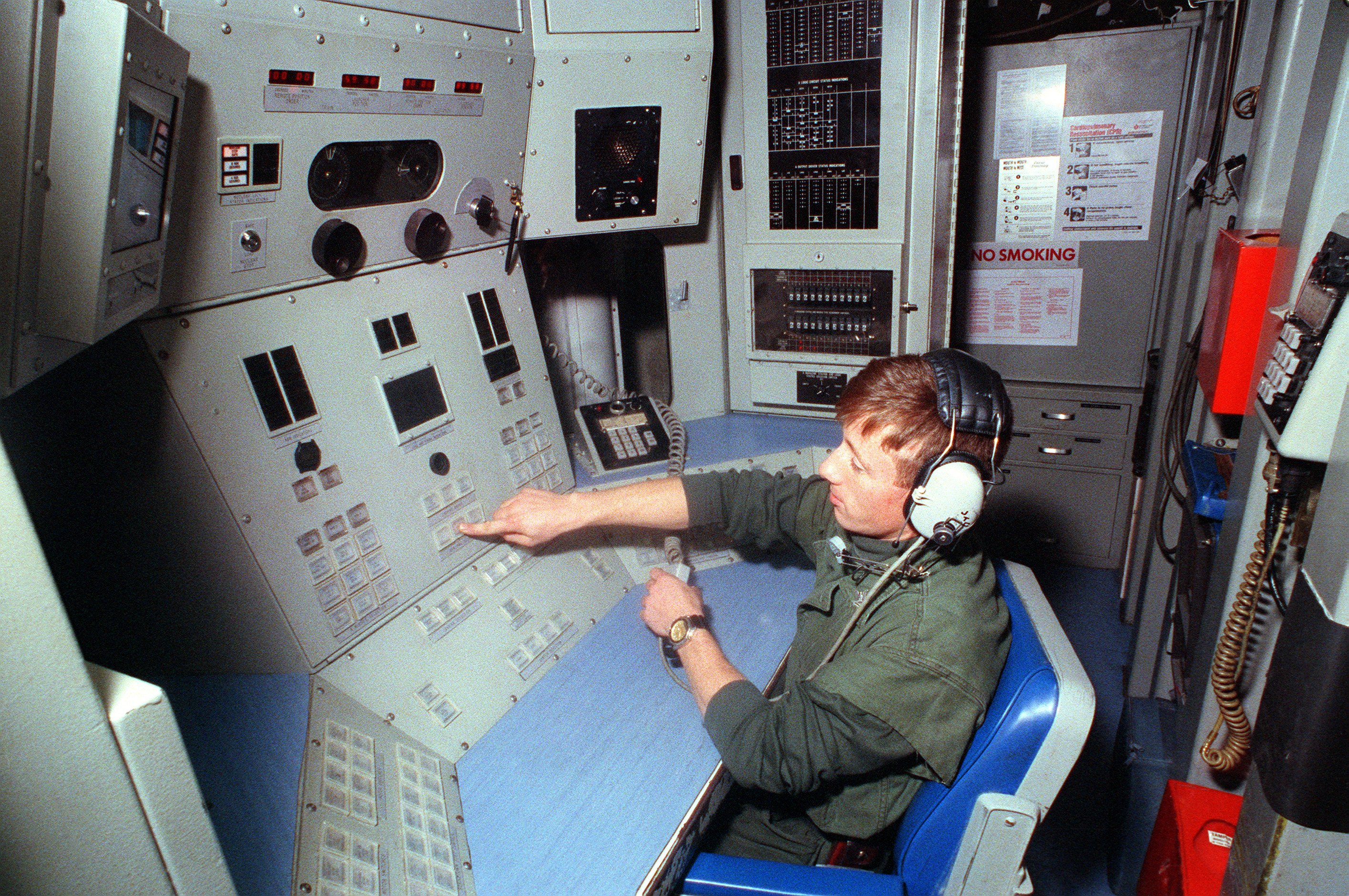

## Предпосылки к созданию
До XIX века дальность стрельбы из артиллерийских орудий была невелика и необходимость в их точном прицеливании как таковая отсутствовала, наведение производилось приблизительно и корректировалось по результатам стрельбы. В XIX веке появились прицельные приспособления, которые состояли из неподвижных мушек и целиков, установленных таким образом, чтобы линия визирования через их вершины была параллельна каналу ствола орудия. К концу века был разработан оптический прицел, действовавший по тому же принципу, но благодаря линзам позволяющий видеть цель на значительном удалении.
Однако усовершенствований только прицельных систем орудий было недостаточно, поскольку дальность стрельбы значительно выросла. Возникла необходимость в разработке других средств управления огнём, которые могли бы точно и быстро решить проблему наведения. Первым из таких устройств был стадиметр, но он имел невысокую точность и мог использоваться только для небольших дистанций. Появившийся позднее дальномер имел повышенные точность и дальность проведения измерений, что позволило ему стать одним из основных средств корабельных систем управления вооружением.

## Сопряжённые средства
Система управления вооружением современных кораблей сопрягается с боевым информационным центром (БИЦ, дословное заимств. от англ. Combat Information Center) или боевым информационным постом и системой освещения обстановки (СОО) для повышения быстродействия включённых звеньев и согласованности действий между ними.